# (1197) Rhodésie
(1197) Rhodesia est un astéroïde de la ceinture principale découvert le 9 juin 1931 par l'astronome sud-africain Cyril V. Jackson. La colonie de Rhodésie du Sud lui fut donné comme nom.

## Historique
Le lieu de découverte, par l'astronome sud-africain Cyril V. Jackson, est Johannesburg (UO).
Sa désignation provisoire, lors de sa découverte le 9 juin 1931, était 1931 LD.